# Sint-Matthiaskerk (Leuken)
De Sint-Matthiaskerk is de parochiekerk van de Weerter wijk Leuken, gelegen aan Voorstestraat 36, in de Nederlandse gemeente Weert.
Op ongeveer 250 meter naar het noordoosten staat de Sint-Jobkapel.

## Geschiedenis
Reeds in 1938 ontstond behoefte aan een eigen kerkgebouw in Leuken. Men richtte een noodkerk in in een afgekeurd schoolgebouw en de inventaris werd gehaald uit nabijgelegen kapellen: Sint-Matthias, Sint-Job en Sint-Rochus. Deze noodkerk heeft dienstgedaan tot 1957, maar reeds in 1954 werd ze te klein bevonden. In 1968 werd ze verkocht als bedrijfspand.
In 1955 begon men met de bouw van een nieuwe kerk. Architect was A. Schwencke. Het is een georiënteerde bakstenen pseudobasiliek. De westgevel is sober. Een massief bakstenen vierkant bouwsel aan de zuidzijde met daarop een open klokkenstoel is in plaats van de toren gekomen. Aan de koorzijde is een Mariakapel.
Het interieur oogt echter gotisch met kruisgewelven over het schip en een waaiergewelf boven het koor. Ook de spitse scheibogen doen aan gotiek denken.